# Ancaster—Dundas—Flamborough—Westdale (circonscription provinciale)
Circonscription électorale provinciale du Canada
Ancaster—Dundas—Flamborough—Westdale est une ancienne circonscription provinciale de l'Ontario représentée à l'Assemblée législative de l'Ontario depuis 2007. 

## Géographie
La circonscription comprenait la partie occidentale de la nouvelle ville fusionnée de Hamilton, y compris plusieurs des anciennes villes indépendantes: Dundas, Ancaster, et Flamborough. Elle comprenait également l'ancien village de Westdale et l'Université McMaster.
Les circonscriptions limitrophes étaient Cambridge, Wellington—Halton Hills, Burlington, Hamilton-Centre, Hamilton Mountain, Niagara-Ouest—Glanbrook, Haldimand—Norfolk et Brant.

## Historique
| Législature                                                                            | Années    | Député | Député       | Parti   |
| -------------------------------------------------------------------------------------- | --------- | ------ | ------------ | ------- |
| Circonscription issue de Hamilton-Ouest et Ancaster—Dundas—Flamborough—Aldershot       |           |        |              |         |
| 39e                                                                                    | 2007–2011 |        | Ted McMeekin | Libéral |
| 40e                                                                                    | 2011–2014 |        | Ted McMeekin | Libéral |
| 41e                                                                                    | 2014–2018 |        | Ted McMeekin | Libéral |
| Circonscription dissoute parmi Hamilton-Ouest—Ancaster—Dundas et Flamborough—Glanbrook |           |        |              |         |

## Circonscription fédérale
Depuis les élections provinciales ontariennes du 4 octobre 2007, l'ensemble des circonscriptions provinciales et des circonscriptions fédérales sont identiques.